# Académie royale des Beaux-Arts de Mons
Pour les articles homonymes, voir Académie des beaux-arts.
L'Académie royale des Beaux-Arts de Mons était une école supérieure des arts publique à Mons dans la province de Hainaut (Belgique). À partir de 1976, l’Académie royale des Beaux-Arts devient l'École Supérieure des Arts Plastiques et Visuels de l'État à Mons (ESAPVE) et s’ouvre à de nouvelles disciplines de l’art contemporain (architecture d'intérieur, arts numériques, communication visuelle, dessin et design urbain). Le 1er janvier 2012, elle fusionne avec le Conservatoire royal de Mons pour former une nouvelle école supérieure des arts dénommée Arts².

## Histoire
L'Académie royale de dessin, de peinture, de sculpture et d'architecture est instituée en 1781 dans l'hôtel du Cygne sur la Grand-Place de Mons par les États du Hainaut et les magistrats de la ville. Le décret du 24 septembre 1789 met cet établissement sur le même pied que ceux de Flandre et du Brabant. L'empereur Joseph II lui accorde le titre d'Académie royale de dessin, de peinture et d'architecture.
À la suite de la Révolution française et l'annexion de la Belgique à la France, l'enseignement cesse en 1794. Le 22 décembre 1802, l'académie est rétablie dans les locaux du couvent des Ursulines. Parmi les disciplines enseignées, on trouve la peinture, l'aquarelle et le dessin. L'école s'établit ensuite rue de Nimy 106 à Mons et fait l'objet d'une réorganisation en 1840.
En 1882, Auguste Danse crée un cours de gravure sur métal. De nombreux graveurs de renom en sont issus : Louis Greuze, Charles Bernier, Georges Montenez, Alfred Duriau et Victor Dieu. Un cours de sculpture est également ouvert.
En 1976, l’Académie royale des Beaux-Arts devient l'École Supérieure des Arts Plastiques et Visuels de l'État à Mons (ESAPVE) et s’ouvre à de nouvelles disciplines de l’art contemporain (architecture d'intérieur, arts numériques, communication visuelle, dessin et design urbain).
En 2020, une exposition est organisée aux Beaux-Arts Mons sur « L'École de Mons, 1820-2020, deux siècles de vie artistique ».

## Directeurs
- Laurent Joseph Tamine (1736- 1797) : 1781 - 1783.
- Germain Joseph Hallez (1769-1840) : 1802 - 1840.
- Antoine Van Ysendyck (1801-1875) : 1840 - 1856.
- Étienne Omer Wauquier (1808-1869) : 1856 - 1869.
- Nicolas Legrand (1817-1883): 1869-1872.
- André Hennebicq (1836-1904) : 1872 - 1879.
- Antoine Bourlard (1826-1899) : 1879 - 1899.
- Émile Motte (1860-1931) : 1899-1914 et 1918-1929.
- Clément Stiévenart (1851-1924) : 1914-1918, directeur ad interim.
- Louis Buisseret (1888-1956) : 1929 - 1949.
- Victor Regnart (1886-1964) : 1949-1951
- Raoul Godfroid (1896-1977) : 1951 - 1961.
- Gustave Camus (1914-1984) : 1961 - 1966 et 1975 - 1976.

## Professeurs
- Antoine Bourlard : dessinateur.
- Paul Du Bois (1859-1938) : sculpteur.
- Émile Motte : peintre et aquarelliste.
- Louis Greuze (1866-1950) : peintre et graveur.
- Auguste Danse (1829-1929) : dessinateur et graveur.
- Léon Gobert (1869-1935) : sculpteur.
- Alfred Duriau (1877-1960) : dessinateur et graveur.
- Georges Montenez (1873-1930) : graveur.
- Charles Caty (1868-1947) : peintre.
- Gustave Camus (1914-1984) : peintre et dessinateur.
- Léon Navez (1900-1967) : peintre.
- Gabriel Belgeonne (1935- ) : peintre et graveur.
- Christian Leroy (1937-2007) : sculpteur.
- Michel Jamsin (1941- ) : peintre, sculpteur et dessinateur.
- Antonio Cossu (1952- ) : dessinateur.
- Jean-François Octave (1955- ) : dessinateur et peintre.

## Élèves
- Auguste Gerboux (1838-1878) : peintre paysagiste.
- Elisabeth Wesmael (1863-1953) : graveuse.
- Jules Postel (1867-1955) : peintre et graveur.
- Léon Gobert (1869-1935) : sculpteur et médailleur.
- Charles Théodore Bernier (1871-1950) : peintre et graveur, prix de Rome.
- Paul Leduc (1876-1943) : peintre.
- Maurice Guilbert (1876-1933) : peintre.
- Pol Stiévenart (1877-1960) : peintre, prix de Rome.
- Alfred Duriau (1877-1958) : peintre et graveur.
- Hector-Louis Goffint (1877-1953) : peintre et graveur.
- Anto Carte (1886-1954) : peintre, prix du Hainaut.
- Alfred Moitroux (1886-1938) : peintre, prix du Hainaut.
- Louis Buisseret (1888-1956) : peintre. 2eprix de Rome en peinture et 1erprix de Rome en gravure (1910). prix du Hainaut (1919).
- Hector Brognon (1888-1977) : sculpteur.
- Gustave Jacobs (1891-1946) : sculpteur, prix du Hainaut.
- Eudore Misonne (1891-1968) : peintre
- Marius Carion (1898-1949) : peintre et graveur.
- Léon Navez (1900-1967) : peintre, prix Godecharle (1924), prix de Rome (1928), prix du Hainaut (1931).
- Taf Wallet (1901-2001) : peintre, prix Godecharle (1928) et prix du Hainaut (1934).
- Fernand Ubain (1910-2009) : peintre, prix du Hainaut.
- Gustave Marchoul (1924-2015) : peintre et graveur.
- René Harvent (1925-2004) : sculpteur, prix du Hainaut.
- Yvette Cauquill-Prince (1928-2005) : peintre et lissière.
- Jacqueline Brison (1932-2006) : peintre.
- Charles Szymkowicz (1948- ) : peintre.
- Édith Dekyndt (1960- ) : atelier gravure.